# Chantonnay
Chantonnay är en kommun i departementet Vendée i regionen Pays de la Loire i västra Frankrike. Kommunen ligger i kantonen Chantonnay som tillhör arrondissementet La Roche-sur-Yon. År 2022 hade Chantonnay 8 518 invånare.

## Befolkningsutveckling
Antalet invånare i kommunen Chantonnay
| Referens: INSEE |